# Björn Elvenes
Björn Elvenes, född 12 juni 1944 i Oslo, död 19 augusti 1988 i Ängelholm , var en norsk ishockeyspelare (landslagsman) och tränare.
Spelade under två sejourer i Rögle BK under 1960-talet och sedan som spelande tränare i mitten på 1970-talet. Var huvudtränare för Rögle mellan 1975 och 1979 och var sedan aktiv inom klubben som ungdomstränare under 1980-talet. Under Elvenes tid i Rögles ungdomslag slog spelare som Roger Hansson, Kenny Jönsson, Jörgen Jönsson och hans söner Roger, Stefan och Tord Elvenes igenom.
Björn Elvenes avled 1988 på grund av sjukdom  och lämnade efter sig fonden Björn Elvenes Ungdomsfond som efter varje avslutad säsong delar ut ett stipendium till den junioren i Rögle BK som har utmärkt sig framför alla andra.